# Krawang Sari
Krawang Sari is een bestuurslaag in het regentschap Lampung Selatan van de provincie Lampung, Indonesië. Krawang Sari telt 3846 inwoners (volkstelling 2010).